# Samba funk
La samba funk est un sous-genre musical issu de la fusion de la samba brésilienne et du funk américain, créé à la fin des années 1960 par le pianiste Dom Salvador et son Grupo Abolição (qui donnera plus tard naissance à Banda Black Rio),. Il se base sur le mélange les mesures binaires de la samba et les mesures quaternaires du funk, récemment arrivé sur le marché musical brésilien.
Des chanteurs brésiliens tels que Tim Maia et Jorge Ben Jor se sont également lancés dans ce genre.

## Histoire
À partir du coup d'État de 1964 au Brésil, le pays vit sous une dictature militaire répressive, qui est accompagnée d'une forte réaction contre-culturelle. Dom Salvador est un instrumentiste, arrangeur et compositeur qui participe à l'effervescence musicale de Rio de Janeiro après l'émergence de la bossa nova, et combine notamment la samba brésilienne et le jazz américain, participant à la création de la samba jazz.
En 1969, le producteur de chez CBS de Dom Salvador rentre d'un voyage aux États-Unis avec de nombreux disques funk et soul : Kool & the Gang, Sly & the Family Stone, James Brown, notamment. Il suggère à Salvador de faire quelque chose de similaire, mais celui-ci refuse de se contenter de copier. Il crée alors un « changement majeur par rapport au jazz » et interprète le funk sous le prisme de la samba avec son Grupo Abolição, avec qui ils jouent aussi de la samba-soul.

## Danse de salon
Sur la base de ce genre, un rythme de danse de salon a émergé grâce au professeur de danse Jimmy de Oliveira appelé samba-funkeado, un style qui mélange la samba de gafieira avec des danses de charme (qui tirent leurs origines du hip-hop), qui se distingue par le « mouvement corporel funkeado » ; une danse « brisée », influencée par le hip-hop et la soul, qui travaille sur les ruptures des mouvements de danse et du corps ainsi que sur les pauses temporelles de la musique, qui à de nombreux moments ressemblent à des photographies.